# Lamna ditropis

Lo smeriglio del Pacifico (Lamna ditropis C. L. Hubbs & Follett, 1947), conosciuto maggiormente come squalo salmone, è una specie di squalo del genere Lamna.

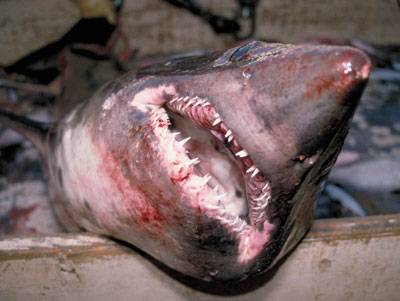
Uno squalo salmone finito accidentalmente nella rete di un peschereccio.

## Descrizione
Gli adulti possono raggiungere i 3 metri di lunghezza ed i 250 kg di peso, nonostante siano stati pescati esemplari più grandi. Le dimensioni delle femmine sono generalmente maggiori rispetto a quelle dei maschi. La colorazione dorsale varia dal nero al grigio-bluastro, mentre il ventre è bianco. Attivo, veloce e aggressivo, lo squalo salmone è un predatore perfettamente adattato al proprio habitat grazie alla cosiddetta rete mirabilis, una griglia di vene e vasi sanguigni che gli consente di alzare fino a 10 °C la temperatura corporea.

## Distribuzione
Lamna ditropis è distribuito nelle acque fredde dell'Oceano Pacifico settentrionale, dall'Alaska al Mare di Bering fino al Giappone. L'habitat è rappresentato dalle acque della zona pelagica, dalla superficie ai 200 metri di profondità.

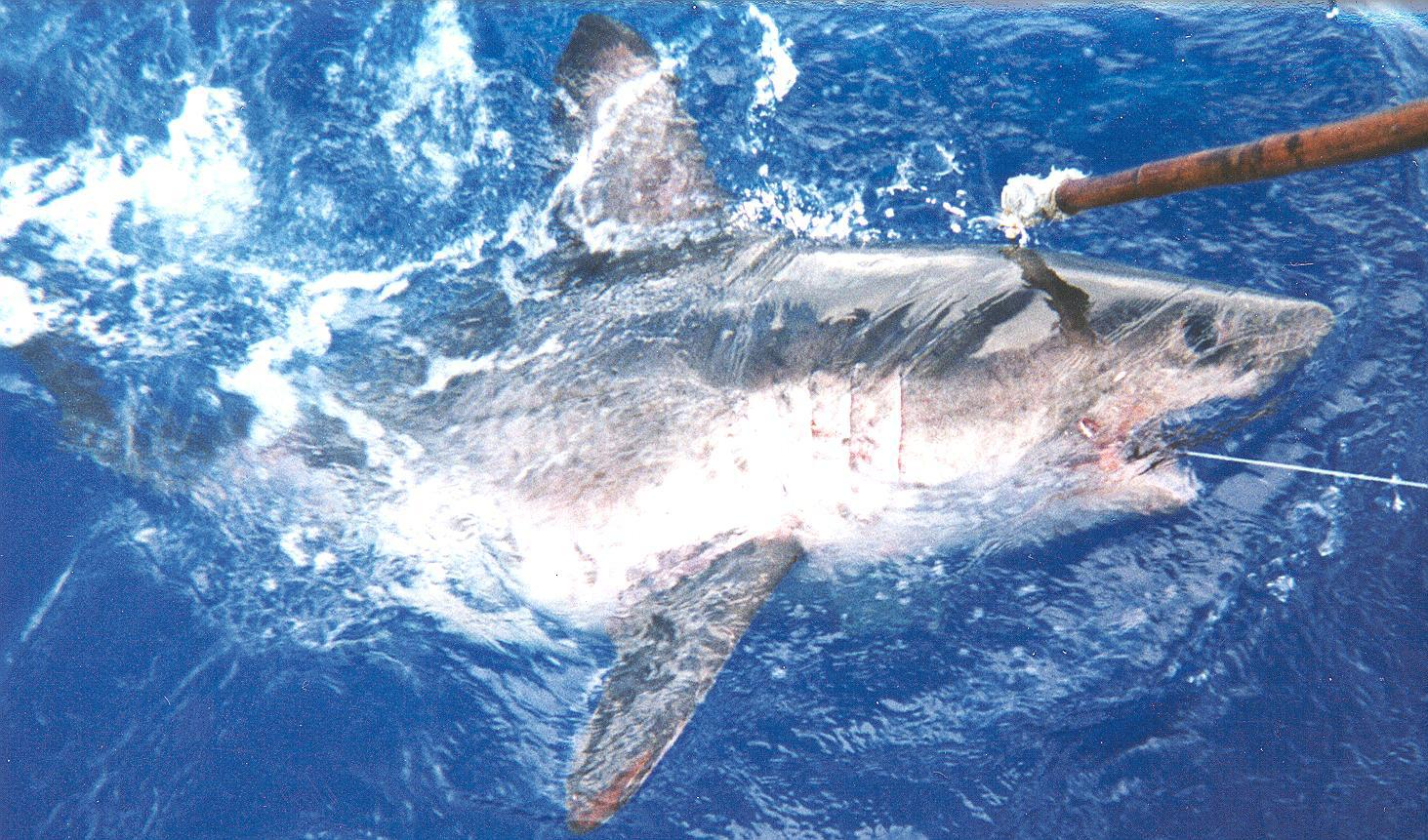
Lamna ditropis catturato da un pescatore sportivo

## Biologia
Lo smeriglio del Pacifico si nutre principalmente di pesci come tonni, aringhe e salmoni (da qui il nome anglosassone "salmon shark").
È una specie ovovivipara e le femmine (che raggiungono la maturità sessuale intorno agli 8 anni di vita) danno alla luce dai 2 ai 6 piccoli dopo una gestazione di 9 mesi.
Sebbene questo squalo non faccia parte del commercio legato a carne e pinne, viene spesso catturato accidentalmente dai pescatori di salmoni e dai praticanti della pesca sportiva.